# Sylvacaecilia grandisonae
Genre
Espèce
Synonymes
- Geotrypetes grandisonae Taylor, 1970

Statut de conservation UICN

LC : Préoccupation mineure
Sylvacaecilia grandisonae, unique représentant du genre Sylvacaecilia, est une espèce de gymnophiones de la famille des Indotyphlidae.

## Répartition
Cette espèce est endémique du Sud-Ouest de l'Éthiopie. Elle se rencontre entre 1 500 et 2 150 m d'altitude dans les forêts des provinces de Kaffa, d'Illubabor et de Wellega.

## Étymologie
Cette espèce est nommée en l'honneur d'Alice Georgie Cruickshank Grandison.

## Publications originales
- Taylor, 1970 : A new caecilian from Ethiopia. University of Kansas Science Bulletin, vol. 48, no 23, p. 849-854 (texte intégral).
- Wake, 1987 : A new genus of African caecilian (Amphibia: Gymnophiona). Journal of Herpetology, vol. 21, no 1, p. 6-15.